# István Pakó
István Pakó (Seghedino, 3 novembre 1924 – Livorno, 9 settembre 1949) è stato un calciatore ungherese, di ruolo centrocampista.
Anche suo fratello è stato un calciatore professionista. Morì il 9 settembre 1949 alle ore 2:00 in ospedale, a seguito di un incidente stradale accaduto il giorno precedente in Via Marradi a Livorno.

## Carriera
Cominciò a giocare all'età di dodici anni nella squadra dei Ferrovieri Szvse. Giocò per una stagione nel Livorno, partecipante al campionato di Serie A.